# Sieńkowo (borkowskaja wołost)
Sieńkowo (ros. Сеньково) – wieś (dieriewnia) w Rosji, w obwodzie pskowskim, w rejonie wielkołuckim. W 2010 liczyła 1 mieszkańca.